# Wilhelm von Hohenthal

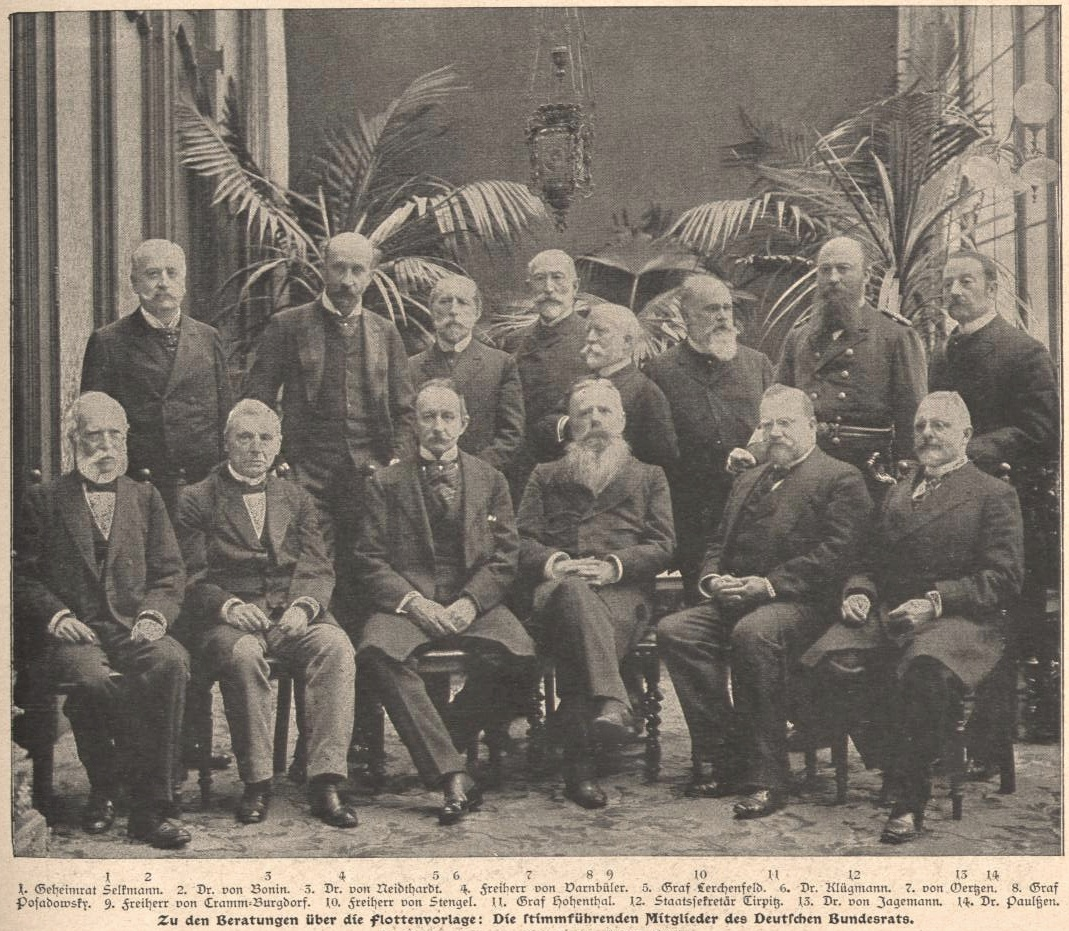
Gruppenfoto im Bundesrat, 1900, Wilhelm von Hohenthal sitzend, zweiter von rechts (Person Nr. 11)

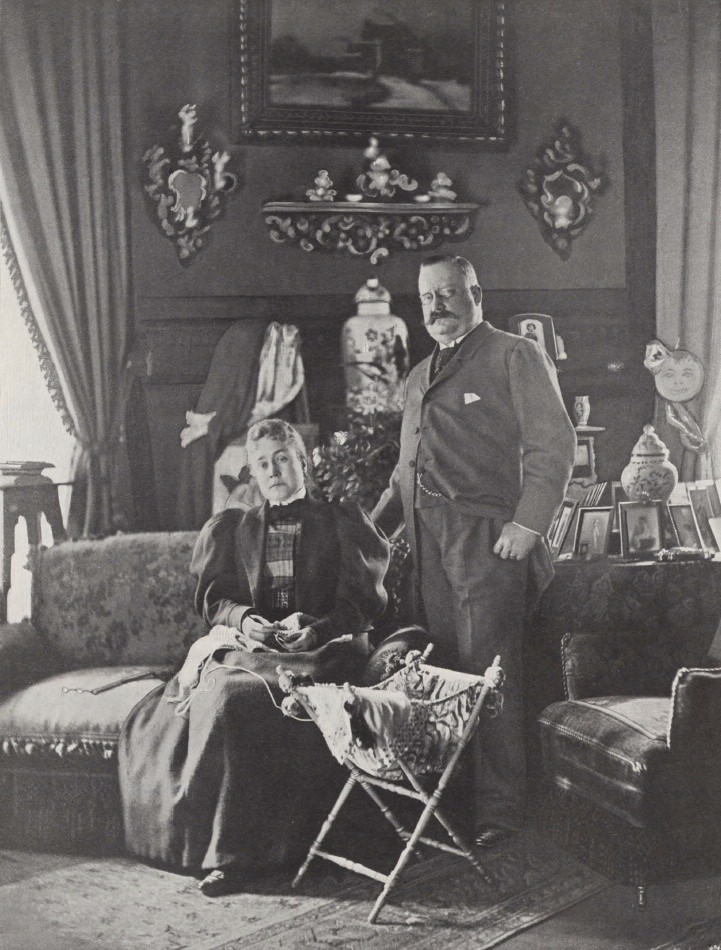
Wilhelm von Hohenthal mit seiner Gemahlin, 1899. Foto von E. Höffert.

Karl Adolf Philip Wilhelm Graf von Hohenthal und Bergen (* 4. Februar 1853 in Berlin; † 29. September 1909 in Dresden) war ein deutscher Politiker. Von 1906 bis 1909 war er sächsischer Innen- und Außenminister.

## Leben
Wilhelm Graf von Hohenthal stammte aus dem sächsischen Adelsgeschlecht Hohenthal. Sein Vater war der sächsische Diplomat Karl Adolph Graf von Hohenthal auf Knauthain und sein Großvater der sächsische Amtshauptmann Carl Ludwig August von Hohenthal. Hohenthal studierte in Bonn und Leipzig Rechtswissenschaften und wurde zum Doktor promoviert. 1872 wurde er Mitglied des Corps Borussia Bonn. 1881 reiste er durch Nord- und Mittelamerika und trat noch im selben Jahr als Legationssekretär in das Sächsische Ministerium der Auswärtigen Angelegenheiten ein. Im Jahre 1882 wirkte er mehrfach als Geschäftsträger der sächsischen Gesandtschaft in Berlin und wurde zum königlich sächsischen Kammerherrn ernannt. Graf Hohenthal war Mitglied der I. Kammer des Sächsischen Landtags von 1883/84, und zwar als ein durch den König ernannter Vertreter der Rittergutsbesitzer. Er besaß das Rittergut in Knauthain. Am 1. Mai 1885 wurde Hohenthal zum sächsischen Gesandten in Berlin ernannt. Im Jahre 1895 erhielt er den Titel eines Wirklichen Geheimen Rats und wurde zum stimmenführenden Bevollmächtigten Sachsens im Bundesrat berufen.

## Ministeramt
Am 1. Mai 1906 wurde Hohenthal zum sächsischen Innen- und Außenminister ernannt. Er vertrat eine liberalere Politik als sein Vorgänger Georg von Metzsch-Reichenbach. Vorsitzender im Gesamtministerium war zwar Konrad Wilhelm von Rüger, doch war Hohenthal der Kopf der Regierung und versuchte, die Politik der Regierung von der ultrakonservativen Mehrheit im Landtag abzusetzen. Er machte sich besonders um die Wahlrechtsreform von 1909 verdient, die das Wahlrecht auf eine breitere Grundlage stellte. Er schied krankheitshalber am 1. Juni 1909 aus seinen Ämtern. Er verstarb Ende September 1909 in Dresden und wurde in Altranstädt beigesetzt.